# Tłuchowo (gemeente)
De gemeente Tłuchowo is een landgemeente in het Poolse woiwodschap Koejavië-Pommeren, in powiat Lipnowski.
De zetel van de gemeente is in Tłuchowo.
Op 30 juni 2004 telde de gemeente 4562 inwoners.

## Oppervlakte gegevens
In 2002 bedroeg de totale oppervlakte van gemeente Tłuchowo 98,67 km², waarvan:
- agrarisch gebied: 77%
- bossen: 17%

De gemeente beslaat 9,72% van de totale oppervlakte van de powiat.

## Demografie
Stand op 30 juni 2004:
| Omschrijving                   | Totaal | Totaal | Vrouwen | Vrouwen | Mannen | Mannen |
| ------------------------------ | ------ | ------ | ------- | ------- | ------ | ------ |
| eenheid                        | aantal | %      | aantal  | %       | aantal | %      |
| inwoners                       | 4562   | 100    | 2262    | 49,6    | 2300   | 50,4   |
| bevolkingsdichtheid (inw./km²) | 46,2   | 46,2   | 22,9    | 22,9    | 23,3   | 23,3   |

In 2002 bedroeg het gemiddelde inkomen per inwoner 1648,46 zł.

## Administratieve plaatsen (sołectwo)
Borowo, Jasień, Julkowo, Kamień Kmiecy, Kamień Kotowy, Kłobukowo, Koziróg Leśny, Koziróg Rzeczny, Małomin, Marianki, Mysłakówko, Nowa Turza, Rumunki Jasieńskie, Suminek, Tłuchowo, Tłuchówek, Trzcianka, Turza Wilcza, Wyczałkowo, Źródła.

## Overige plaatsen
Jeżewo, Michałowo, Mysłakowo, Podole, Popowo.

## Aangrenzende gemeenten
Brudzeń Duży, Dobrzyń nad Wisłą, Mochowo, Skępe, Wielgie